# Isaac Chocrón
Isaac Chocrón Serfaty, né le 25 septembre 1930 à Maracay et mort le 6 novembre 2011 à Caracas, est un économiste, dramaturge et traducteur vénézuélien.

## Biographie
Isaac Chocrón naît en 1930 à Maracay.
Il est diplômé de l'universités Columbia et celle de Manchester. Il dirige  plus tard l'école des arts de l'Université centrale du Venezuela.
Malade et contraint de rester alité, il meurt le 6 novembre 2011.

## Œuvres

### Théâtre
- Mónica y el florentino (1959)
- El quinto infierno (1961)
- Amoroso o una mínima incandescencia (1961)
- Animales feroces (1963)
- A propósito del triángulo (Un acto dentro de triángulo) (1964)
- Asia y el Lejano Oriente (1966)
- Libreto para la ópera Doña Bárbara, música de Caroline Lloyd (1966)
- Tric Trac (1967)
- O.K. (1969)
- La revolución (1971)
- Alfabeto para analfabetos (1973)
- La pereza domina Timbuctú  (un acto dentro de los Siete pecados capitales, 1974)
- La máxima felicidad (1975)
- El acompañante (1978)
- Mesopotamia (1980)
- Simón (1983)
- Clipper (1987)
- Solimán el magnífico (1991)
- Escrito y sellado (1993)
- Volpone y el alquimista (1996)
- Uno reyes uno (1996)
- Tap dance (1999)
- Los navegaos (2006)

### Romans
- Pasaje (1954)
- Se ruega no tocar la carne por razones de higiene (1971)
- Pájaro de mar por tierra (1973)
- Rómpase en caso de incendio (1975)
- Cincuenta vacas gordas (1982)
- Toda una dama (1988)
- Pronombres personales (2002)
- El vergel (2005)

### Essais
- Tendencias del teatro contemporáneo (1966)
- Color natural (1968)
- Maracaibo 180º (1978)
- Tres fechas claves del teatro venezolano (1979)
- Sueño y tragedia en el teatro norteamericano (1985)
- 40x50, cincuenta años de Corimón, cinco fotógrafos (1989)
- El teatro de Sam Shepard (1991).